# Ulica Józefa Wybickiego w Krakowie
Ulica Józefa Wybickiego – ulica w Krakowie, w dzielnicy IV Prądnik Biały. Jest dwujezdniowa na odcinku wschodnim i jednojezdniowa na zachodnim. 
Wytyczona została w 1981 r. na miejscu powstałej w 1965 r. ulicy Lawendowej i częściowo Pod Fortem aby usprawnić komunikację. 
Nazwę ulicy Józefa Wybickiego w latach 1924–1946 nosiła obecna ulica Królewska, a w latach 1946–1981 – obecna ulica Pomorska.

## Zabudowa
Ulica Józefa Wybickiego charakteryzuje się wolnostojącą zabudową mieszkaniową i użyteczności publicznej.
- Pod numerem 6 znajdował się dom handlowy „Gigant”, zbudowany jeszcze w 1982. Spłonął doszczętnie 28 maja 2003 r. Straty sięgnęły 2,4 mln zł. Przyczyną pożaru było podpalenie. Obiektu nie odbudowano[3].
- W budynku numer 10 znajduje się sklep NETTO.
- Pod numerem 18 mieści się sklep Biedronka.
- Przy skrzyżowaniu z ulicą Łokietka znajduje się Kościół św. Jadwigi Królowej, gdzie mieści się również Katolicka Szkoła Podstawowa im. Świętej Jadwigi.

Na wysokości ulicy Piotra Stachiewicza znajduje się stacja kolejowa Kraków Łobzów. Na tyłach południowej zabudowy, równolegle do ulicy przebiega odcinek krakowskiej małej obwodnicy kolejowej.

## Galeria

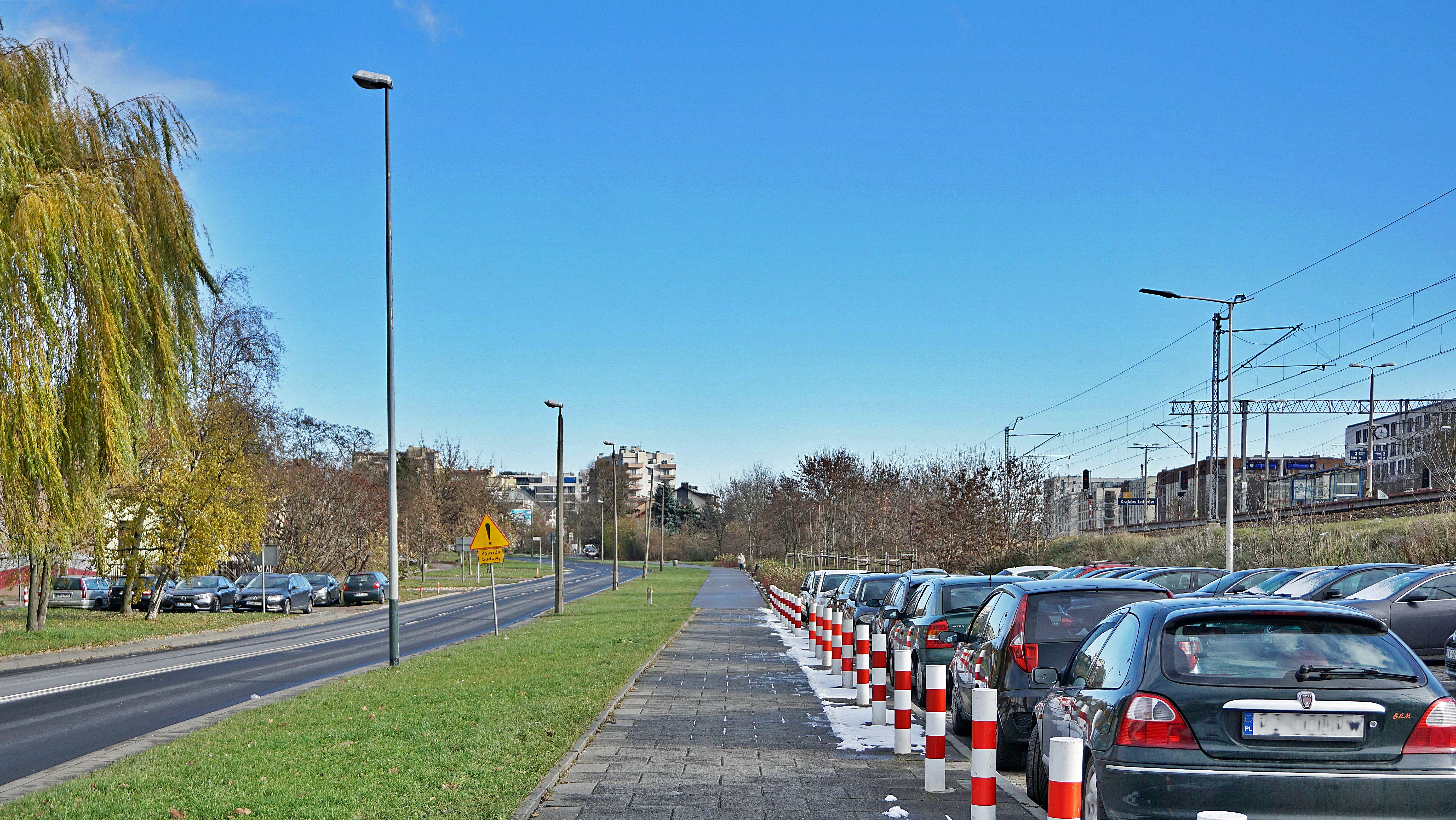
Widok na wschód od skrzyżowania z ul. W. Eljasza-Radzikowskiego, po prawej stronie przystanek kolejowy Kraków Łobzów